# Sajukowo
Sajukowo (russisch Заю́ково; kabardinisch Зэикъуэ/Seiqwe) ist ein Dorf (selo) in der Republik Kabardino-Balkarien in Russland mit 11.229 Einwohnern (Stand 14. Oktober 2010).

## Geographie

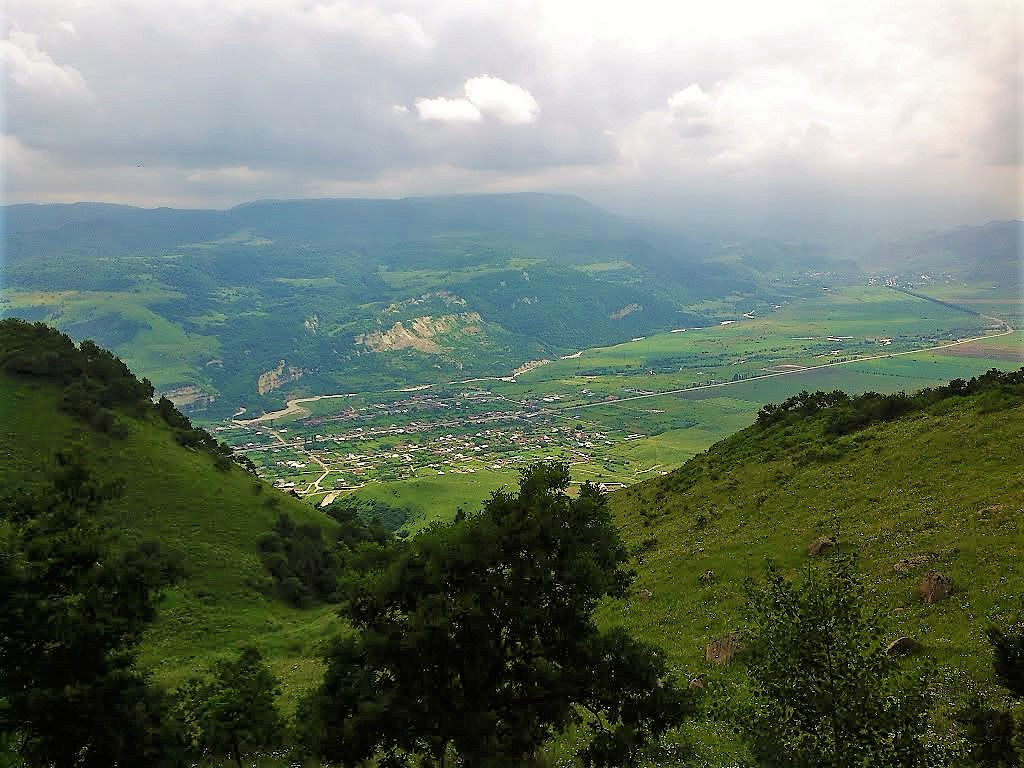
Blick auf den südwestlichen Teil von Sajukowo

Der Ort liegt gut 25 km Luftlinie nordwestlich der Republikhauptstadt Naltschik im nördlichen Randgebiet des Großen Kaukasus, dessen Berge sich in der Umgebung bis auf etwa 1400 m erheben. Er erstreckt sich über fast 10 km entlang dem vorwiegend linken Ufer des Flusses Baksan.
Sajukowo gehört zum Rajon Baksanski und befindet sich etwa 20 km südwestlich von dessen Verwaltungszentrum Baksan. Das Dorf ist Sitz und einzige Ortschaft der Landgemeinde (selskoje posselenije) Sajukowo.

## Geschichte
Zu Beginn des 19. Jahrhunderts lagen auf dem Territorium des heutigen Dorfes eine Reihe kabardinischer (tscherkessischer) Aule, mit den russifizierten Namen Borowo, Bschachowo, Chamgurowo, Chatukowo, Djumenowo, Kasanoko, Myschoko und Pschizukowo. 1830 wurden sie zur Ortschaft Werchneje Ataschukino („Ober-Ataschukino“) vereinigt, in Abgrenzung zum flussabwärts (nordöstlich) anschließenden Ataschukino und nach dem kabardinischen Fürsten Chatokschuko Ataschukin. Nach der Oktoberrevolution wurde diese Bezeichnung 1920, wie bei vielen anderen kabardinischen Orten, als Ableitung vom Namen einer Adelsfamilie abgeschafft und das Dorf Sajukowo genannt, russifiziert aus dem kabardinisch-tscherkessischen se (зэ) für Kornelkirsche und qwe (къуэ) für Schlucht, Tal, also etwa „Kornelkirschen-Schlucht“.

### Bevölkerungsentwicklung
| Jahr | Einwohner |
| ---- | --------- |
| 1939 | 6.400     |
| 1959 | 6.894     |
| 1970 | 7.624     |
| 1979 | 7.658     |
| 2002 | 10.252    |
| 2010 | 11.229    |

Anmerkung: Volkszählungsdaten

## Verkehr
Durch das Dorf verläuft die föderale Fernstraße A158, die von Prochladny kommend bei der Stadt Baksan die R217 Kawkas kreuzt und weiter den Fluss Baksan aufwärts über Tyrnyaus nach Terskol unterhalb des Elbrus führt. Die nächstgelegene Bahnstation befindet sich in Naltschik.